# هنتر كيمبل
هنتر كيمبل (بالإنجليزية: Hunter Kimball)‏ هو لاعب كرة قدم أمريكية أمريكي، ولد في 14 يوليو 1893 في جاكسون في الولايات المتحدة، وتوفي في 29 مايو 1972 في غولفبورت في الولايات المتحدة.